# خوليو ألغار
خوليو ألغار (بالإسبانية: Julio Algar)‏ هو لاعب كرة قدم إسباني في مركز الدفاع، ولد في 16 أكتوبر 1969 في مدريد في إسبانيا. لعب مع ريال مورسيا.